# Doły (powiat stargardzki)
Doły (niem. Alte Ziegelei) – dawna osada w Polsce, położona w województwie zachodniopomorskim, w powiecie stargardzkim, w gminie Stargard, 4 km na północny zachód od Stargardu.
Została przypisana do miejscowości i sołectwa Grzędzice w 2003 roku.